# Beatificação
Beatificação (do latim beatus, abençoado, pelo termo grego μακαριος, makarios) é o ato de atribuir o estatuto de beato a alguém.

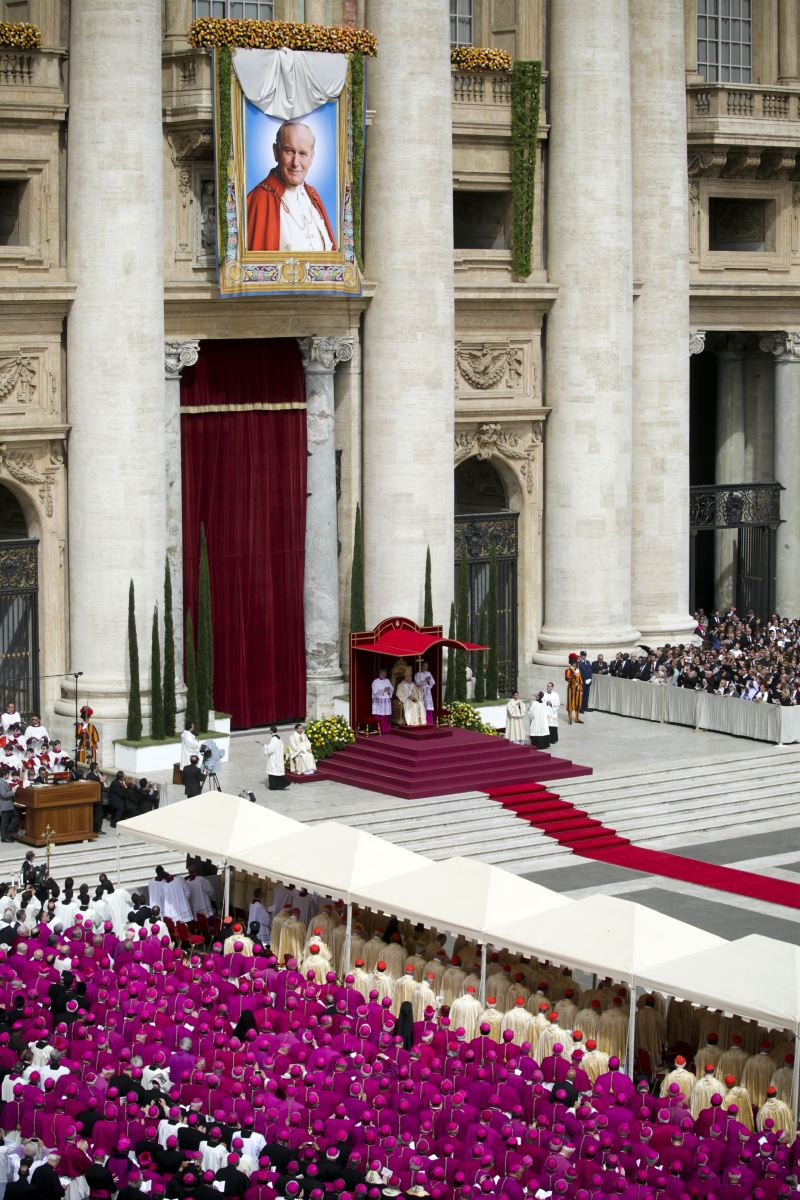
Beatificação de João Paulo II, celebrada em maio de 2011

No catolicismo, é o reconhecimento feito pela Igreja de que a pessoa a quem é atribuída se encontra no Paraíso, em estado de beatitude, e pode interceder por aqueles que lhe recorrem em oração. Para outras correntes cristãs não existe uma distinção entre beatificação e canonização.
Estas diferem sobretudo no seguinte: a primeira implica uma permissão local para a veneração enquanto a segunda se estende muito para além disso, tratando-se de um preceito universal. Ao invés da canonização, muitos teólogos não consideram a declaração de beatitude como uma declaração infalível da Igreja. É considerada um passo no sentido da canonização (ser declarado santo).
O Papa João Paulo II alterou vincadamente a prática do Vaticano no que respeita à beatificação. Até novembro de 2004, beatificou 1340 pessoas, número maior do que todos os anteriores papas em conjunto. Ele próprio foi beatificado em 1 de maio de 2011, através do mesmo processo que reformulou.

## O processo de beatificação
Atualmente as dioceses têm autoridade para abrir um processo de beatificação. A causa de beatificação possui um bispo postulador, que atua como uma espécie de advogado, que investiga a vida do candidato para verificar seu testemunho de santidade. Uma vez iniciado o processo, o candidato recebe o título de servo de Deus. Na fase inicial, investiga-se as virtudes, a oferta heroica da própria vida ou o martírio. Nestes dois últimos casos, investiga-se as circunstâncias da morte em detalhes. Concluído o processo com parecer positivo, a pessoa é declarada venerável.
Para tornar-se beato, é necessária a comprovação de um milagre por sua intercessão. Esta condição é dispensada em caso de martírio. Uma vez atingida a condição de beato, procede-se o processo de canonização.